# بهشمية
البهشمية كانت مدرسة فكرية متأثرة بالمعتزلة، تنافس مدرسة عبد الجبار بن أحمد، وتستند في المقام الأول على التعاليم السابقة لأبي هاشم الجبائي، نجل أبي علي محمد الجبائي.

## ولادة الفرقة من الفكر المعتزلي
المعتزلة هي مدرسة من مدارس علم الكلام الإسلامي العقلانية. أكد الممارسون الأوائل على سيادة العقل البشري والإرادة الحرة (على غرار القدرية) واستمروا في تطوير نظرية المعرفة والوجود وعلم النفس والتي توفر أساسًا لتفسير طبيعة العالم والله والإنسان والدين. يقول المعتزلة أن الخير والشر يمكن التوفيق بينهما بسهولة عن طريق العقل البشري دون اللجوء إلى أساليب باطنية.
بدأت مدرسة المعتزلة في القرن الثامن، واستمر تطورها من أواخر القرن العاشر حتى منتصف القرن الحادي عشر الميلادي. كانت المعتزلة لفترة وجيزة اللاهوت الرسمي للخلفاء العباسيين في القرن التاسع. ولا يزال تأثير عقيدة المعتزلة محسوسًا في ثلاث مجموعات رئيسة: الإسلام الشيعي (خاصةً الإسماعيلي)، واليهودية القرائية، وإلى حد أقل بكثير اليهودية الربانية من المذهب السفارادي والطقوس اليمنية.

### المدرستان
وبحلول نهاية القرن التاسع انقسمت المعتزلة إلى مدرستين:
1. المدرسة الإخشيدية البغدادية - التي تبعتها تعديلات أبي يعقوب يوسف الشحام، الذي تبنى فكرة "الاكتساب"، وطبّقها فقط على الأفعال البشرية غير الإرادية، فوجود الله، في نظرهم، ليس بأي حال من الأحوال "سببًا" للأفعال البشرية الحرة؛ أما الجبائي، على العكس من ذلك، فيرى أن الله يحتفظ بالسلطة العليا حتى على الأفعال التي يقوم بها الإنسان بحرية. ولكن على النقيض من الفكرة الأشعري المتأخرة نسبيًّا، يرفض الجبائي تطبيق نظرية الكسب على الأفعال الحرة؛ ويسمي الإنسان "خالق" أفعاله، بمعنى أن الإنسان يفعل، أو أفعاله تصدر عنه، بقدر يأتي من الله. كان للجبائي تلميذان أصبحا مشهورين فيما بعد:
- ابنه أبو هاشم
- أبو الحسن الأشعري الذي بعد انشقاقه كرس نفسه لدحض المعتزلة وأصبح "مؤسس" ما يسمى بمدرسة الأشعرية.

وتستمتع تقاليد علم الكلام بسرد الحوار الذي يقال إنه أدى إلى صراع بين الأشعري وأستاذه حول مصير "الإخوة الثلاثة": أحدهم تقيّ، والآخر كافر، والثالث مات جنينًا. وفي هذا طُرحت مشكلة التبرير العقلي للحكم الإلهي. ولم يستطع الجبائي أن يجيب جوابًا شافيًا، فتركه الأشعري ليؤسس مدرسته الخاصة.
2. مدرسة البصرة البهشامية - طالع أدناه

### صعود البهشمية
وكان على رأس مدرسة البصرة أبو علي الجبائي وابنه أبو هاشم. وقد شكل طلاب وأتباع أبي هاشم مدرسة فرعية عرفت بالبهشمية. وكان من أبرز الممارسين:
1. أبو علي بن خلاد
2. أبو عبد الله البصري
3. أبو إسحاق بن عياش
كان عبد الجبار الهمداني قاضيًا، وتلميذًا لأبي عبد الله وأبي إسحاق، ومؤلفًا غزير الإنتاج في مذهب المعتزلة. وكان من المعتقد أن أحد طلاب عبد الجبار نفسه، هو أبو الحسين البصري، وهو مؤسس آخر مدرسة فكرية إبداعية بين المعتزلة هي الحسينية المعتزلة .

### البشمية المعتزلة واليهودية
في اليهودية (الربانية والقرائية) اُعتمد علم الكلام الإسلامي وتحديدًا البهشمية المعتزلة في أكاديميتي السورة والبمبيديثا في بابل، بدرجات متفاوتة، منذ القرن التاسع فصاعدًا. وقد ألف الغاويون اليهود أعمالًا عكست تأثير المعتزلة، كما ترجموا العديد من نصوص المعتزلة العربية إلى العبرية (مثل كتابي يوسف البصير "المحتوي" و "التمييز"). سرعان ما أصبح تأثير البهشمية المعتزلة محوريًّا في الحياة الدينية والفكرية اليهودية في الشرق، حيث هاجروا ببطء عبر شمال إفريقيا مع الفاطميين وشقوا طريقهم إلى الأندلس. ومن بين القاونيم الذين اعتنقوا البهشمية المعتزلة هو صموئيل بن حفني غاون [الإنجليزية] الذي كان مطلعًا على أعمال ابن خلاد وأبي عبد الله البصري وكذلك سعيد الفيومي.
لقد شكلت عقائد المعتزلة ومصطلحاتهم أساسًا للنقاش والتبادل الجدلي بين العلماء اليهود والشيعة. على الرغم من أن عقيدة المعتزلة محظورة فعليًا في الإسلام السني، إلا أنها تظل جزءًا لا يتجزأ من التاريخ الفكري الإسلامي، ومن أكثر تميزه بلا شك. إن النهج العقلاني للمعتزلة تجاه القضايا العقائدية العقلانية أدى إلى تصنيف المعتزلة كمفكرين أحرار داخل الإسلام تأثروا بشدة بالفكر الفلسفي اليوناني وبالتالي مارسوا حسب رأي الإسلام السني الردة والزندقة. وقد اتخذ التوسافيون والقباليون موقفًا مماثلًا تجاه "الكلام اليهودي [الإنجليزية]".

### الاكتشاف في اليمن
وفي خمسينيات القرن العشرين، اُكتُشفَت عدد من المخطوطات في مكتبة الجامع الكبير في صنعاء باليمن. وفيها نصوص لأبي هاشم الجبائي البشهمي؛ كما ضمت 14 مجلدًا من 20 مجلدًا من كتاب المغني في أبواب التوحيد والعدل لعبد الجبار الهمذاني. عُثر على كتابات أخرى لأتباع المدرسة البشهمية تتضمن تعليق شرح الأصول الخامسة، وهو تنقيح لشرح الأصول الخامسة لعبد الجبار من أحد أتباعه، والمناكديم، وكذلك الكتاب المجموع في المحيط بالتكليف، وهو تنقيح لعبد الجبار، وكتاب المحيط بالتكليف، لابن مطوية. ولكن لم يُكتشف أي نصوص كُتبَت قبل عبد الجبار، وينطبق الأمر نفسه على الجماعات المنافسة للبهشمية مثل الإخشيديين، أو مدرسة بغداد، التي صاغ أبو القاسم الكعبي البلخي عقائدها إلى حد كبير.
وفي اكتشاف اليمن، كان يُعتقد خطأً أن مدرسة البهشمية كانت تشكل آخر مدرسة مبتكرة وديناميكية داخل المعتزلة؛ فقد اكتشف ويلفرد مادلونج ومارتن ماكديرموت أجزاء من كتاب المعتمد في أصول الدين لركن الدين لمحمود بن محمد الملاحمي. وكان ابن الملاحمي من أتباع أبي الحسين البصري. وتُبيِّن دراسة الكتاب المعتمد أن آراء أبي الحسين البصري تختلف عن آراء أستاذه القاضي عبد الجبار. نُشر كتاب المعتمد لابن الملحمي عام 1991 بالإنجليزية؛ وصدر مؤخرًا كتاب الفائق في أصول الدين.

## معارضو البشهمية المعتزلة

### الذمية
كانت الشيعة الذمية طائفة غلاة من الإسلام الشيعي؛ حتى بالنسبة إلى بقية فرق الشيعة. اسم الذمية مشتق من الكلمة العربية ذم (اللوم). لقد اُستُخدم مصطلح "الذميون" أي "الملامون" للإشارة إلى الشيعة الذمية لأنهم كانوا يعتقدون أن:
1. قدرة الله تمثلت في علي
2. وكان محمد رسوله ونبيه،
3. لقد كان محمد هو الملام لأنه أرسله علي ليدعو الناس إلى علي، لكنه دعاهم إليه بدلًا من ذلك.
والشيعة الذمية هي إحدى الفرق التي تُعتبر مشتقة من أتباع عبد الله بن سبأ السباعية. وكانت الطائفة تُعرف أيضًا باسم العليانية أو العلياء، نسبةً إلى عليان أو علياء بن ذراع الأسدي، ويبدو أنها كانت نشطة حوالي عام 800 ميلادية. وهي من الطوائف التي تُكفرها الفرق السنية والشيعية الأخرى.

### الإخشيدية
البغدادي المعتزلي الذي فر من بلاد العرب السنية إلى مصر طلبًا للأمان تحت ظل الحماية الفاطمية الشيعية.

### الكافورية
سكان الدولة الفاطمية الأصليين من شمال أفريقيا الذين كانوا جيدين بما يكفي ليتم تجنيدهم كجنود ولكن مُزجوا في الثقافة والمجتمع العربي، ولكن ظل لون بشرتهم يُميزهم لحد ما فسُموا بهذا.

### الكعبية
الكعبية ينسبون اسمهم وأصلهم إلى أبي القاسم الكعبي، وهو من مواليد بغداد، وعلى الغالب من السنية. رفض أن يكون الله سميعًا بصيرًا، وأنكر أن يفرض الله إرادته على الإنسان. وحسب تعاليمه، فإن إرادة الله، بالنسبة لأفعال عباده، هي الأمر بالقيام بها؛ وبالتالي فإن إرادة الله بالنسبة لأفعاله هي علم الله وانتفاء الإكراه.
وقال أبو القاسم الكعبي أيضًا إن الكون كله كل مركب، وأن كل ما يتحرك ليس إلا الطبقة الأولى من الأجسام المادية، وأن الإنسان حتى لو دهن بالزيت وبدا وكأنه ينزلق على قطعة من الزيت فإنه ليس هو المتحرك فعلًا، لأن الزيت وحده هو الذي يتحرك.

## طالع أيضًا
- الأشعرية
- جهم بن صفوان
- علم كلام
- المحنة
- عذاب القبر
- المدارس والفروع الإسلامية

كُتبَت مقارنة منهجية لمذاهب البهشمية (وأبي الحسين) بين عامي 1141 م و 1276 م على يد تقي الدين البحراني من إقليم البحرين. يوضح هذا النص تأثير أبي الحسين على التفكير العقائدي للشيعة الإمامية منذ القرن الثاني عشر الميلادي فصاعداً. أما دراسة المعتزلة اليهودية فقد بدأت خلال السنوات المائة والخمسين الماضية مع أعمال شراينر ومونك. ولكن شراينر ومونك لم يكونا على علم بالمصادر الأولية التي يمكن العثور عليها ضمن مواد جنيزة المختلفة. ومن الدراسات الحديثة عن المعتزلة اليهودية كتاب هاري أوسترين وولفسون في تداعيات الكلام في الفلسفة اليهودية، وكتابات جورج فيدا عن يوسف البصير. وقد نشرت سارة سترومسا [الإنجليزية] كتاب " عشرون مقالة" للمتكلم اليهودي داود بن مروان المقمص في القرن التاسع. وقد وائم عبد الجبار بين بعض آراء المعتزلة والمذهب السني حول علاقة العقل بالوحي، واقترب من موقف الشيعة في مسألة الإمامة. وهو أيضًا مصدر مهم للمعلومات عن الديانات الإيرانية القديمة التوحيدية. وذهبت مدرسة البهشمية إلى أن تشابه الصفات الذاتية يستلزم تشابه الجوهر نفسه.